# Aquanura
Aquanura est un spectacle aquatique sons et lumières au parc d'attractions néerlandais Efteling.
Aquanura est situé dans le Royaume de l'Étrange, sur le lac Vonderplas (ou « Étang merveilleux » en français) entre l'entrée principale et l'attraction Fata Morgana. Son inauguration coïncide avec la célébration des 60 ans d'Efteling. Construit par WET Design, il est le troisième plus important spectacle aquatique de ce type au monde, et le premier en Europe. Il se retrouve derrière The Dubai Fountain à Dubaï et Fountains of Bellagio à Las Vegas.
Aquanura propose un programme diurne et surtout un programme nocturne. Celui-ci a lieu en fin de journée pour conclure une journée de visite pour le public. Le spectacle aquatique est présenté d'une à six fois par jour en fonction de la saison touristique. Ce ballet aquatique de dix minutes réinterprète les mélodies du parc de loisirs dans une nouvelle version orchestrale et est agrémenté d'effets pyrotechniques et de lumière. Lors de la construction, un réservoir de gaz propane d'une capacité de huit mille litres est installé pour alimenter la combustion. Le nom du spectacle est l'association du terme Aqua et de Anura, qui est un ordre de batraciens. Le thème d'Aquanura est Le Roi Grenouille ou Henri de Fer des frères Grimm. Le roi grenouille est présent dans le Bois des contes de fées à Efteling depuis 1952, année d'ouverture du parc. D'ailleurs, les grenouilles du conte de 1952 sont reproduites à un format supérieur pour le nouveau spectacle. Le créatif du parc Jaap de Bleker, qui avait déjà travaillé sur Joris en de Draak, coordonne le processus créatif entre Efteling et WET Design.

## Historique
Aquanura n'est pas le premier spectacle aquatique sur ce lac. Pour le 10e hiver Efteling en 2008 - 2009, un petit spectacle de fontaines avait lieu en fin de journée : MidwinternachtsDroom. Ce lac était l'étang de canotage jusqu'en 2010. En 2011, les barques déménagent sur l’étang de Joris en de Draak. Le Vonderplas est vidé début août 2011 de ses 25 000 litres d’eau. Ceux-ci servent à la réalisation d'un bassin sprinkler en vue de contrer les incendies à hauteur de 1 000 litres et aussi pour l'arrosage du terrain de golf. La boue est récoltée pour être nettoyée et traitée. Suivent ensuite l'étape de terrassement avec l'emploi de tonnes de sable et la destruction de la presqu’ile qui servait de port aux barques. Les ouvriers coulent du béton pour la construction des locaux techniques, des différents jets d'eau et de la fosse. Celle-ci est en fait une cuve ovale autour des canalisations et de l’appareillage. Pour accueillir les spectateurs, quatre pontons sont montés autour du lac  pour recevoir plusieurs milliers de visiteurs. Une douzaine de conteneurs provenant d'Italie, de Belgique et des États-Unis ont livré le matériel dont près de 4 500 mètres de tuyauteries et des centaines de fontaines de sept types différents.
Le spectacle est inauguré le 31 mai 2012 et est ouvert au grand public le 1er juin 2012. 800 invités et 2 000 employés du parc assistent à la soirée de gala organisée pour l'inauguration. Présentée par le président du parc d'attractions Bart de Boer, la soirée est retransmise en direct via le canal YouTube d'Efteling et la chaîne de télévision régionale Omroep Brabant. Elle se clôture par la première représentation d'Aquanura, suivie par des feux d'artifice. À 15h, le 1er juin 2012 a lieu la première démonstration publique du spectacle.
Dans l'avenir, de nouvelles versions du spectacle pourront être développées. Pendant un an après l'inauguration, les techniciens de la société WET Design restent à Efteling pour éviter tout problème. Grâce à cela, ils ont l'occasion d’optimaliser le projet dans les moindres détails.
Le 13 novembre 2012, le spectacle remporte le THEA Award dans la catégorie event spectacular,. Le 16 décembre 2014 fut révélée une nouvelle version du spectacle dont la musique a été mixée par Tiësto, en présence de l'artiste. Cet arrangement spécial sera joué à la Saint-Sylvestre notamment.
En 2020, Efteling a créé un nouveau spectacle de fontaines pour Aquanura. Présenté pour la première fois le 8 octobre 2020, il comprend un mélange de mélodies d'Efteling et de classiques de Guus Meeuwis.

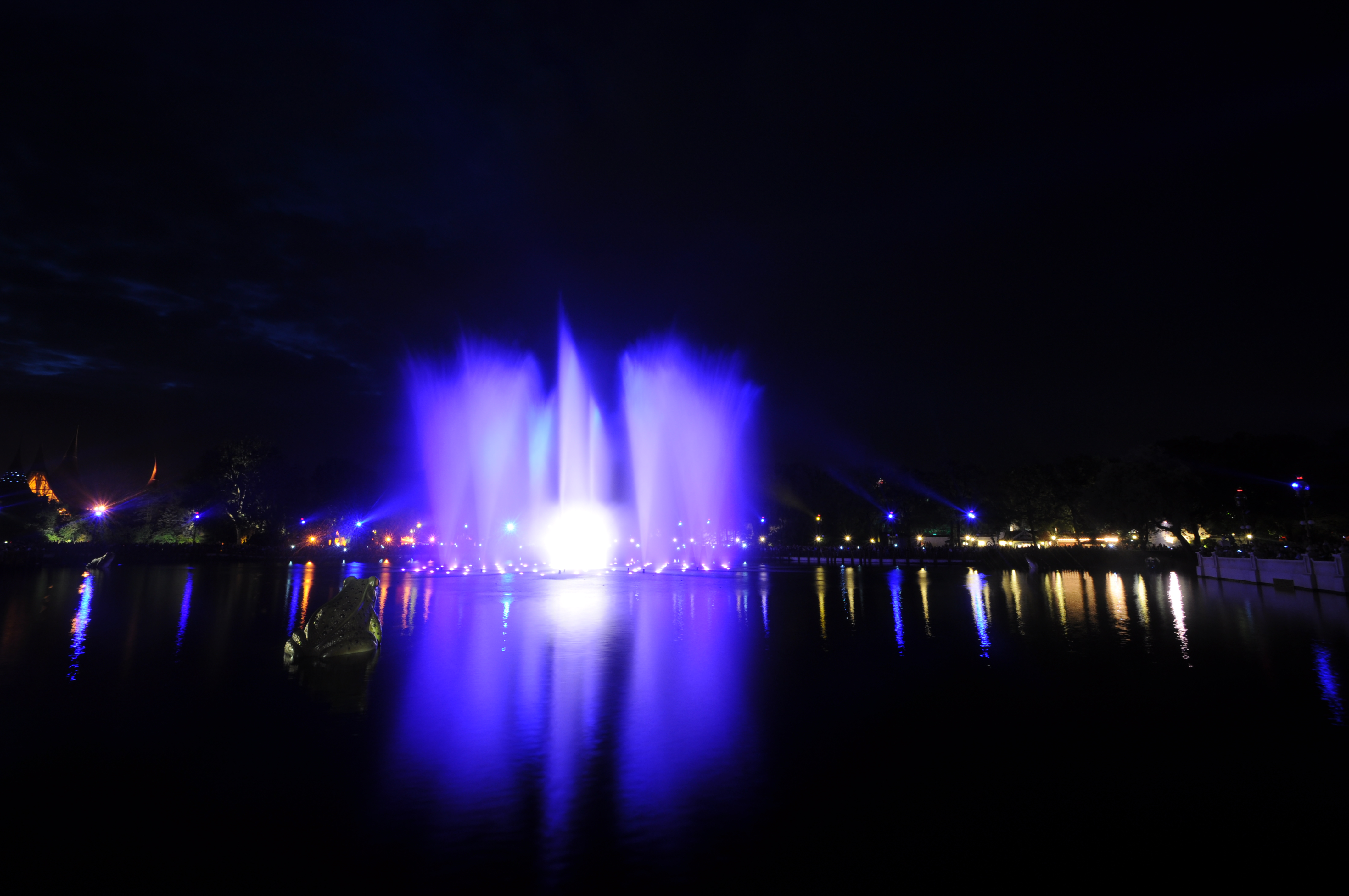
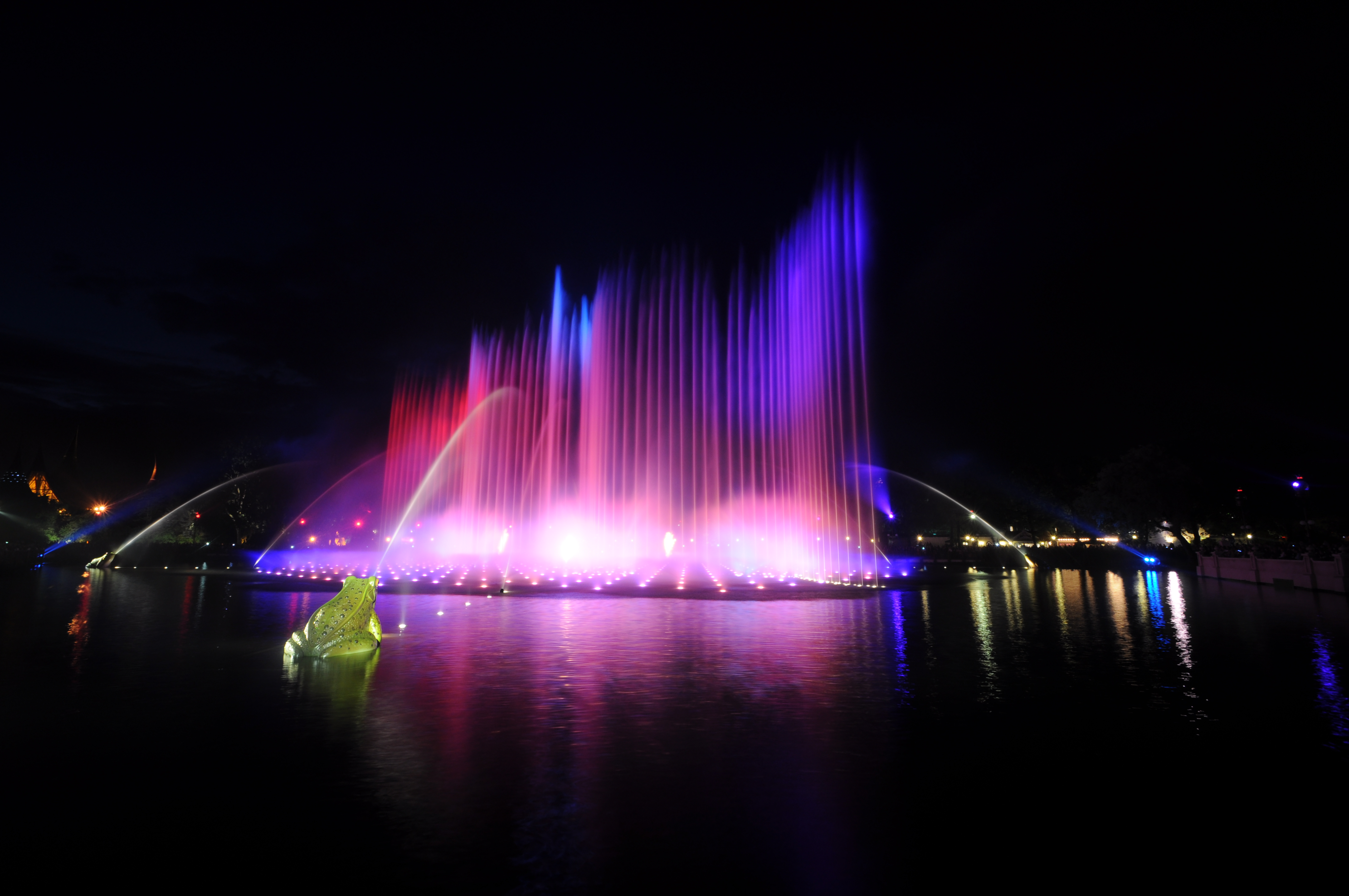
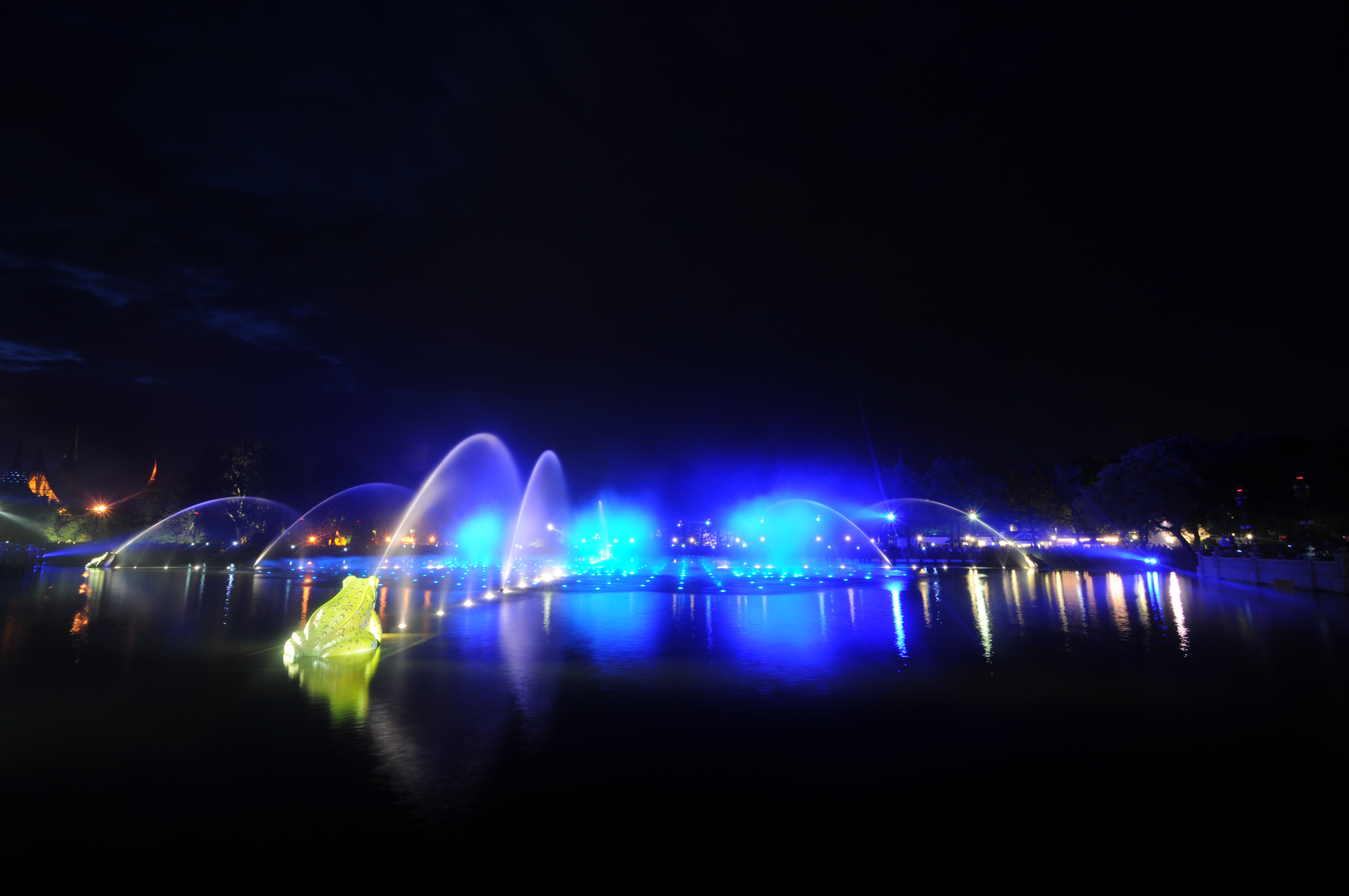

## Technologie
Aquanura dispose d'un total de 200 fontaines de neuf types différents. Sur ces neuf types de fontaines fabriquées par WET Design, quatre sont uniques et spécialement créées pour Aquanura. La différence entre ce show et les autres est la diversité des fontaines. En outre, Aquanura propose un éclairage spécialement développé pour le parc d'attractions Efteling. En plus des 800 ampoules placées dans l'étang, 29 poteaux d'éclairage équipés d'installation audio ceinturent l'étang.

## Musique
La musique a été arrangée et orchestrée par Mark Kuyper. Il compose un pot-pourri de célèbres musiques d'Efteling et utilise le thème de De Magische Klok (L'horloge magique) d'Eric Coates comme fil conducteur et Danse macabre par Camille Saint-Saëns comme final. La musique est enregistrée aux Galaxy Studios à Mol par le Brabants Orkest dirigé par Jan Stulen. L'ordre des morceaux de musique est le suivant :
- L'horloge magique (Eric Coates) – intro
- Villa Volta (Ruud Bos)
- L'horloge magique (Eric Coates) – transition
- Les Nénuphars Indiens (Bert Kaempfert)
- Carnaval Festival (Toon Hermans)
- L'horloge magique (Eric Coates) – transition
- Raveleijn – Joost en Halina (René Merkelbach)
- Raveleijn – Finale ruiters (René Merkelbach)
- L'horloge magique (Eric Coates) – transition
- Droomvlucht – Kastelenrijk (Ruud Bos)
- Menuet in G, BWV 114 (Johann Sebastian Bach)
- L'horloge magique (Eric Coates) – transition
- Spookslot et Danse macabre – Danse macabre (Camille Saint-Saëns)